# Marele Premiu al Bahrainului din 2006
Marele Premiu al Bahrainului din 2006 a fost prima etapă a Campionatului Mondial de Formula 1 2006, organizată pe data de 12 martie 2006 în Bahrain.

## Clasamentul Final
| Poz | Nr | Pilot                | Echipa              | Ture | Timp        | Grid | Puncte |
| --- | -- | -------------------- | ------------------- | ---- | ----------- | ---- | ------ |
| 1   | 1  | Fernando Alonso      | Renault             | 57   | 1:29:46.205 | 4    | 10     |
| 2   | 5  | Michael Schumacher   | Ferrari             | 57   | +1.2        | 1    | 8      |
| 3   | 3  | Kimi Räikkönen       | McLaren-Mercedes    | 57   | +19.3       | 22   | 6      |
| 4   | 12 | Jenson Button        | Honda               | 57   | +19.9       | 3    | 5      |
| 5   | 4  | Juan Pablo Montoya   | McLaren-Mercedes    | 57   | +37.0       | 5    | 4      |
| 6   | 9  | Mark Webber          | Cosworth            | 57   | +41.9       | 7    | 3      |
| 7   | 10 | Nico Rosberg         | Williams-Cosworth   | 57   | +1:03.0     | 12   | 2      |
| 8   | 15 | Christian Klien      | Red Bull-Ferrari    | 57   | +1:06.7     | 8    | 1      |
| 9   | 6  | Felipe Massa         | Ferrari             | 57   | +1:09.9     | 2    |        |
| 10  | 14 | David Coulthard      | Red Bull-Ferrari    | 57   | +1:15.5     | 13   |        |
| 11  | 20 | Vitantonio Liuzzi    | Toro Rosso-Cosworth | 57   | +1:25.9     | 15   |        |
| 12  | 16 | Nick Heidfeld        | BMW Sauber-BMW      | 56   | +1 Lap      | 10   |        |
| 13  | 21 | Scott Speed          | Toro Rosso-Cosworth | 56   | +1 Lap      | 16   |        |
| 14  | 7  | Ralf Schumacher      | Toyota              | 56   | +1 Lap      | 17   |        |
| 15  | 11 | Rubens Barrichello   | Honda               | 56   | +1 Lap      | 6    |        |
| 16  | 8  | Jarno Trulli         | Toyota              | 56   | +1 Lap      | 14   |        |
| 17  | 18 | Tiago Monteiro       | Toyota              | 55   | +2 Laps     | 19   |        |
| 18  | 22 | Takuma Sato          | -Honda              | 53   | +4 Laps     | 20   |        |
| Ret | 23 | Yuji Ide             | -Honda              | 35   | Mechanical  | 21   |        |
| Ret | 17 | Jacques Villeneuve   | BMW Sauber-BMW      | 29   | Engine      | 11   |        |
| Ret | 2  | Giancarlo Fisichella | Renault             | 21   | Hydraulics  | 9    |        |
| Ret | 19 | Christijan Albers    | Toyota              | 0    | Driveshaft  | 18   |        |